# Tsuyoshi Kitazawa
Tsuyoshi Kitazawa (北澤 豪, Kitazawa Tsuyoshi, Machida, 10 augustus 1968) is een Japans voormalig voetballer die als middenvelder speelde.

## Clubcarrière
Kitazawa speelde tussen 1987 en 2002 voor Honda en Tokyo Verdy.

## Interlandcarrière
Kitazawa debuteerde in 1991 in het Japans nationaal elftal en speelde 58 interlands, waarin hij 3 keer scoorde.

## Statistieken
| Japans voetbalelftal | Japans voetbalelftal | Japans voetbalelftal |
| Jaar                 | Wed.                 | Dlp.                 |
| -------------------- | -------------------- | -------------------- |
| 1991                 | 2                    | 0                    |
| 1992                 | 11                   | 1                    |
| 1993                 | 4                    | 0                    |
| 1994                 | 7                    | 1                    |
| 1995                 | 14                   | 1                    |
| 1996                 | 5                    | 0                    |
| 1997                 | 11                   | 0                    |
| 1998                 | 3                    | 0                    |
| 1999                 | 1                    | 0                    |
| Totaal               | 58                   | 3                    |